# Medvedica (affluente del Don)
La Medvedica (anche traslitterato come Medveditsa) è un fiume della Russia europea meridionale, affluente di sinistra del Don.
Nasce dalla parte meridionale delle Alture del Volga, nel territorio dell'oblast' di Saratov e si dirige verso ovest, per piegare dopo pochi chilometri, all'altezza di Petrovsk, verso meridione. Uscito definitivamente dalla zona rilevata delle Alture del Volga, il fiume prende direzione sudoccidentale per confluire, dopo 745 km di corso, nel Don poco a monte di Serafimovič, nell'oblast' di Volgograd.
I principali affluenti del fiume sono Balanda e Tersa dalla destra idrografica, Karamyš e Arčeda dalla sinistra.
Oltre alla già citata Petrovsk, il fiume bagna alcune altre cittadine di rilievo come Atkarsk, Žirnovsk e Michajlovka.
Il fiume, a causa della complessiva aridità del clima delle zone attraversate, non è molto ricco di acqua (portata media di circa 70 m³/s, con minimi invernali di 4 e massimi primaverili di 2.070); inoltre, gela nei più rigidi mesi invernali (dicembre-fine marzo).